# Як нагодувати диктатора
«Як нагодувати диктатора» (пол. Jak nakarmić dyktatora) — нова книжка польського репортера Вітольда Шабловського, що поєднує в собі історію, журналістику й кулінарію. Український переклад вийшов у ВСЛ в 2020 році.  Тут зібрано спогади 5 кухарів, що працювали на Саддама Хусейна, Іді Аміна, Енвера Ходжі, Фіделя Кастро та Пола Пота.

## Сюжет
Історія життя п’ятьох найкривавіших диктаторів ХХ століття — Саддама Хусейна, Іді Аміна, Енвера Ходжі, Фіделя Кастро та Пола Пота — у спогадах їхніх кухарів. Журналістська мандрівка відомого польського репортера Вітольда Шабловського чотирма континентами та п’ятьма країнами (Уґандою, Кубою, Іраком, Албанією та Камбоджею) відкриває завісу перед життям тиранів, яке було приховане від загалу.
Що їв Пол Пот, поки кілька мільйонів камбоджійців помирали від голоду? Чи правда, що Іді Амін куштував людську плоть? І чому Фідель Кастро був одержимий коровою Убре Бланка, яка стала символом кубинської Революції? Це не кулінарна книжка, хоча деякі рецепти ви тут знайдете. Це спогади з перших уст про життя, сповнене страху, любові й ненависті під тиранією.

### Рецензії літкритиків
Поки українські читачі чекають на видання, професійний читач Говард Чуа Еоан на сайті «Bloomberg» ділиться враженнями: У закинутій цегляній халупі Отонде Одера готує невелике застілля. Коли він приправляє філе риби, то свідомо пересолює, адже саме так подобалось його колишньому керівнику. Це був Іді Амін, диктатор Уґанди з 1971 до 1979 року, який ніби-то споживав кров та печінку своїх ворогів. Одера був його шеф-кухарем.
Зараз у свої 80 років Одера живе в Кісуму, третьому за величиною місті Кенії, у відносній бідності, що частково нагадує про його дні в сусідній Уґанді. Амін був добрим до нього: він майже втричі підвищив заробітну плату Одери, що зрівнялась з найкращими готелями Кампали, подарував йому «Мерседес», часто обдаровував готівкою, а ще підібрав трьох із його чотирьох дружин. Більшість із цього зникло ще до повалення влади Аміна.